# Vincenzo Meco
Vincenzo Meco (Corcumello, 1º ottobre 1940) è un ex ciclista su strada italiano, professionista dal 1962 al 1967.

## Carriera

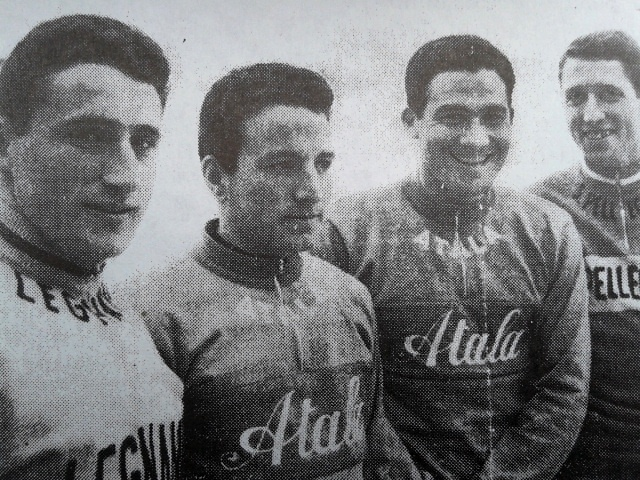
Meco (primo a destra) con i ciclisti avezzanesi, Giovanni Cordovani, Vito Taccone e Sandro Cervellini

Passato professionista nel 1962, riuscì a cogliere risultati già nella prima stagione: si classificò terzo al Giro di Campania e vinse a Lurago d'Erba il Gran Premio Molteni, valido come prima prova del Trofeo Cougnet 1962. Ma fu durante il Giro d'Italia che si fece notare dal pubblico. Nelle prime sei tappe, infatti, arrivò quattro volte tra i primi dieci (un quarto posto, due quinti e un nono posto) e, in virtù di questi piazzamenti, proprio al termine della sesta tappa con arrivo a Fiuggi indossò la maglia rosa. Il primato durò una sola giornata ma i risultati continuarono ad arrivare: dopo un sesto posto nella nona tappa, arrivò la vittoria in occasione della quattordicesima tappa. Era in programma l'impegnativa frazione dolomitica da Belluno a Moena e Meco andò in fuga da lontano. Durante la tappa però il gruppo fu sorpreso da una violenta bufera di neve che obbligò l'organizzazione ad anticipare il traguardo in cima al Passo Rolle. Accadde così che Meco riuscì a vincere la tappa potendo gestire ancora un vantaggio di quasi 3 minuti e mezzo sugli immediati inseguitori. Riuscì a piazzarsi sesto anche nella sedicesima tappa con arrivo in salita a Pian dei Resinelli ma a pochi giorni dalla conclusione si ritirò dalla corsa.
Meco non riuscì più a ripetere le prestazioni del suo primo Giro, continuando a correre per qualche altro anno. Partecipò anche alla Vuelta a España del 1963 ma si ritirò, così come non riuscì a portare a termine i Giri d'Italia del 1964 (dove si piazzò sesto nella prima tappa) e del 1965. Nella sua carriera professionistica, terminata nel 1967, colse anche il terzo posto al Trofeo Laigueglia del 1964.
Negli anni successivi Meco, trasferitosi a Montreal in Canada, continuò comunque a correre in bicicletta soprattutto all'estero e tra il 1969 e il 1972 vinse per tre volte la Québec-Anjou (oggi Montréal-Québec).

## Palmarès
- 1962

Gran Premio Molteni - 1ª prova Trofeo Cougnet (Lurago d'Erba)
Coppa Cicogna
14ª tappa Giro d'Italia (Belluno > Passo Rolle)
- 1969

Classique Montréal-Québec
- 1971

Classique Montréal-Québec
- 1972

Classique Montréal-Québec

## Piazzamenti

### Grandi Giri
- Giro d'Italia

1962: ritirato
1964: ritirato
1965: ritirato
- Vuelta a España

1963: ritirato

### Classiche monumento
- Milano-Sanremo

1962: 30º
1963: 44º
1964: 102º
1967: 13º